# Nagroda Saturn w kategorii najlepsza aktorka
Laureatki nagród Saturn w kategorii najlepsza aktorka pierwszoplanowa:

## Lata 70
1974/75: Katharine Ross – Żony ze Stepford jako Joanna Eberhart
1976: Blythe Danner – Świat przyszłości jako Tracy Ballard
1977:
- Najlepszy aktor w horrorze: Jodie Foster – Mała dziewczynka, która mieszka na krańcu drogi jako Rynn

nominacje:
- - Carroll Baker – Bad jako Hazel Aiken
  - Linda Blair – Egzorcysta II: Heretyk jako Regan MacNeil
  - Piper Laurie – Ruby jako Ruby Claire
  - Marsha Mason – Audrey Rose jako Janice Templeton
- Najlepszy aktor w filmie SF: Carrie Fisher – Gwiezdne wojny: część IV – Nowa nadzieja jako Leia

nominacje:
- - Julie Christie – Diabelskie nasienie jako Susan Harris
  - Joan Collins – Imperium mrówek jako Marilyn Fryser
  - Melinda Dillon – Bliskie spotkania trzeciego stopnia jako Jillian Guiler
  - Sarah Douglas – Ludzie, o których zapomniał czas jako Charly aka Lady Charlotte Cunningham
- Najlepszy aktor w filmie fantasy: Teri Garr – O mój Boże! jako Bobbie Landers

nominacje:
- - Taryn Power – Sindbad i oko tygrysa jako Dione
  - Helen Reddy – Pete’s Dragon jako Nora

1978: Margot Kidder – Superman jako Lois Lane

nominacje:
- Brooke Adams – Inwazja porywaczy ciał jako Elizabeth Driscoll
- Geneviève Bujold – Śpiączka jako dr Susan Wheeler
- Ann Margaret – Magia jako Peggy Ann Snow
- Diana Ross – Czarnoksiężnik z krainy Oz jako Dorothy

1979: Mary Steenburgen – Podróż w czasie jako Amy Robbins

nominacje:
- Susan Saint James – Miłość od pierwszego ukąszenia jako Cindy Sondheim
- Persis Khambatta – Star Trek jako porucznik Ilia
- Margot Kidder – Horror Amityville jako Kathy Lutz
- Sigourney Weaver – Obcy – ósmy pasażer Nostromo jako Ellen Ripley

## Lata 80
1980: Angie Dickinson – W przebraniu mordercy jako Kate Miller

nominacje:
- Ellen Burstyn – Resurrection jako Edna Mae McCauley
- Jamie Lee Curtis – Terror w pociągu jako Alana Maxwell
- Louanne – O mój Boże (księga II) jako Tracy Richards
- Jane Seymour – Gdzieś w czasie jako Elise McKenna

1981: Karen Allen – Poszukiwacze zaginionej arki jako Marion Ravenwood

nominacje:
- Jenny Agutter – Amerykański wilkołak w Londynie jako Alex Price
- Margot Kidder – Superman II jako Lois Lane
- Angela Lansbury – Pęknięte zwierciadło jako Jane Marple
- Lily Tomlin – O kobiecie co malała jako Pat Kramer/Judith Beasley

1982: Sandahl Bergman – Conan Barbarzyńca jako Valeria

nominacje:
- Susan George – Dom, w którym czai się zło jako Laura Fletcher
- Nastassja Kinski – Ludzie-koty jako Irena Gallier
- JoBeth Williams – Duch jako Diane Freeling
- Mary Woronov – Eating Raoul jako Mary Bland

1983: Louise Fletcher – Burza mózgów jako Lillian Reynolds

nominacje:
- Bess Armstrong – Podniebna droga do Chin jako Eve Tozer
- Bobbie Bresee – Mauzoleum jako Susan Walker Farrell
- Carrie Fisher – Gwiezdne wojny: część VI – Powrót Jedi jako Leia
- Ally Sheedy – Gry wojenne jako Jennifer

1984: Daryl Hannah – Plusk jako Madison

nominacje:
- Karen Allen – Gwiezdny przybysz jako Jenny Hayden
- Nancy Allen – Eksperyment Filadelfia jako Allison Hayes
- Linda Hamilton – Terminator jako Sarah Connor
- Helen Slater – Supergirl jako Kara/Supergirl/Linda Lee

1985: Coral Browne – Dziecko z marzeń jako Alice Hargreaves

nominacje:
- Glenn Close – Maxie jako Jan/Maxie
- Mia Farrow – Purpurowa róża z Kairu jako Cecilia
- Michelle Pfeiffer – Zaklęta w sokoła jako Isabeau d’Anjou
- Jessica Tandy – Kokon jako Jerry Dandrige

1986: Sigourney Weaver – Obcy – decydujące starcie jako Ellen Ripley

nominacje:
- Barbara Crampton – Zza światów jako dr Katherine McMichaels
- Geena Davis – Mucha jako Veronica Quaife
- Elisabeth Shue – Link jako Jane Chase
- Kathleen Turner – Peggy Sue wyszła za mąż jako Peggy Sue Kelcher Bodell

1987: Jessica Tandy – Bez baterii nie działa jako Faye Riley

nominacje:
- Nancy Allen – RoboCop jako Anne Lewis
- Melinda Dillon – Harry i Hendersonowie jako Nancy Henderson
- Lorraine Gary – Szczęki 4: Zemsta jako Ellen Brody
- Robin Wright Penn – Narzeczona dla księcia jako Buttercup
- Susan Sarandon – Czarownice z Eastwick jako Jane Spofford

1988: Catherine Hicks – Laleczka Chucky jako Karen Barclay

nominacje:
- Kim Basinger – Moja macocha jest kosmitką jako Celeste Martin
- Amanda Donohoe – Kryjówka Białego Węża jako Sylvia Marsh
- Joanna Pacuła – Pocałunek jako Felice
- Cassandra Peterson – Elvira, władczyni ciemności jako Elvira/Morgana Talbot
- Jessica Tandy – Kokon: Powrót jako Alma Finley

## Lata 90
1989/90: Demi Moore – Uwierz w ducha jako Molly Jensen

nominacje:
- Julie Carmen – Postrach nocy 2 jako Regine Dandridge
- Blanca Guerra – Święta krew jako Concha
- Anjelica Huston – Wiedźmy jako pani Eva Ernst/Najwyższa wiedźma
- Nicole Kidman – Martwa cisza jako Rae Ingram
- Madonna – Dick Tracy jako Breathless Mahoney
- Mary Elizabeth Mastrantonio – Otchłań jako Lindsey Brigman
- Ally Sheedy – Strach jako Cayce Bridges
- Jenny Wright – Hardcover w sztywnej okładce jako Virginia

1991: Linda Hamilton – Terminator 2: Dzień sądu jako Sarah Connor

nominacje:
- Kathy Bates – Misery jako Annie Wilkes
- Jodie Foster – Milczenie owiec jako Clarice Starling
- Julia Roberts – Sypiając z wrogiem jako Laura Burney
- Winona Ryder – Edward Nożycoręki jako Kim
- Meryl Streep – W obronie życia jako Julia

1992: Virginia Madsen – Candyman jako Helen Lyle

nominacje:
- Rebecca De Mornay – Ręka nad kołyską jako pani Mott/Peyton Flanders
- Sheryl Lee – Twin Peaks: Ogniu krocz ze mną jako Laura Palmer
- Winona Ryder – Drakula jako Mina Murray/Elisabeta
- Sharon Stone – Nagi instynkt jako Catherine Tramell
- Meryl Streep – Ze śmiercią jej do twarzy jako Madeline Ashton
- Sigourney Weaver – Obcy 3 jako Ellen Ripley

1993: Andie MacDowell – Dzień świstaka jako Rita

nominacje:
- Patricia Arquette – Prawdziwy romans jako Alabama Whitman
- Laura Dern – Park Jurajski jako dr Ellie Sattler
- Michelle Forbes – Kalifornia jako Carrie Laughlin
- Anjelica Huston – Rodzina Addamsów II jako Morticia Addams
- Bette Midler – Hokus pokus jako Winifred Sanderson
- Ally Sheedy – Morderczy przyjaciel jako Lori Tanner

1994:
- Sandra Bullock – Speed jako Annie Porter
- Jamie Lee Curtis – Prawdziwe kłamstwa jako Helen Tasker

nominacje:
- Mädchen Amick – Wyśniona kochanka jako Lena Mathers
- Helena Bonham Carter – Frankenstein jako Elizabeth
- Penelope Ann Miller – Cień jako Margo Lane
- Michelle Pfeiffer – Wilk jako Laura Alden

1995: Angela Bassett – Dziwne dni jako Lornette Mace Mason

nominacje:
- Kathy Bates – Dolores Claiborne jako Dolores Claiborne
- Nicole Kidman – Za wszelką ceną jako Suzanne Stone Maretto
- Sharon Stone – Szybcy i martwi jako Ellen
- Madeleine Stowe – 12 małp jako Kathryn Railly
- Marina Zudina – Niemy świadek jako Billy Hughes

1996: Neve Campbell – Krzyk jako Sidney Prescott

nominacje:
- Geena Davis – Długi pocałunek na dobranoc jako Samantha Caine/Charly Baltimore
- Gina Gershon – Brudne pieniądze jako Corky
- Helen Hunt – Twister jako dr Jo Harding
- Frances McDormand – Fargo jako Marge Gunderson
- Penelope Ann Miller – Relikt jako dr Margo Green

1997: Jodie Foster – Kontakt jako dr Eleanor Ellie Ann Arroway

nominacje:
- Neve Campbell – Krzyk 2 jako Sidney Prescott
- Pam Grier – Jackie Brown jako Jackie Brown
- Jennifer Lopez – Anakonda jako Terri Flores
- Mira Sorvino – Mutant(inne języki) jako dr Susan Tyler
- Sigourney Weaver – Obcy: Przebudzenie jako Ellen Ripley

1998: Drew Barrymore – Długo i szczęśliwie jako Danielle De Barbarac

nominacje:
- Gillian Anderson – Z Archiwum X: Pokonać przyszłość jako Dana Scully
- Jamie Lee Curtis – Halloween: 20 lat później jako Laurie Strode/Keri Tate
- Meg Ryan – Miasto aniołów jako dr Maggie Rice
- Jennifer Tilly – Narzeczona laleczki Chucky jako Tiffany
- Catherine Zeta-Jones – Maska Zorro jako Elena Montero/Elena Murrieta

1999: Christina Ricci – Jeździec bez głowy jako Katrina Van Tassel

nominacje:
- Heather Graham – Austin Powers: Szpieg, który nie umiera nigdy jako Felicity Shagwell
- Catherine Keener – Być jak John Malkovich jako Maxine Lund
- Carrie-Anne Moss – Matrix jako Trinity
- Sigourney Weaver – Kosmiczna załoga jako Gwen DeMarco
- Rachel Weisz – Mumia jako Evelyn Carnahan

## 2000–2009
2000: Tea Leoni – Family Man jako Kate Reynolds

nominacje:
- Cate Blanchett – Dotyk przeznaczenia jako Annabelle Annie Wilson
- Ellen Burstyn – Requiem dla snu jako Sara Goldfarb
- Jennifer Lopez – Cela jako Catherine Deane
- Michelle Pfeiffer – Co kryje prawda jako Claire Spencer
- Michelle Yeoh – Przyczajony tygrys, ukryty smok jako Yu Shu Lien

2001: Nicole Kidman – Inni jako Grace Stewart

nominacje:
- Kate Beckinsale – Igraszki losu jako Sara Thomas
- Angelina Jolie – Lara Croft: Tomb Raider jako Lara Croft
- Julianne Moore – Hannibal jako Clarice Starling
- Frances O’Connor – A.I. Sztuczna inteligencja jako Monica Swinton
- Naomi Watts – Mulholland Drive jako Betty Elms/Diane Selwyn

2002: Naomi Watts – The Ring jako Rachel Keller

nominacje:
- Kirsten Dunst – Spider-Man jako Mary Jane Watson
- Jodie Foster – Azyl jako Meg Altman
- Milla Jovovich – Resident Evil jako Alice
- Natascha McElhone – Solaris jako Rheya
- Natalie Portman – Gwiezdne wojny: część II – Atak klonów jako Padme Amidala

2003: Uma Thurman – Kill Bill Vol. 1 jako Beatrix Kiddo/Panna Młoda

nominacje:
- Kate Beckinsale – Underworld jako Selena
- Jessica Biel – Teksańska masakra piłą mechaniczną jako Erin
- Cate Blanchett – Zaginione jako Magdalena Gilkeson
- Jennifer Connelly – Hulk jako Betty Ross
- Jamie Lee Curtis – Zakręcony piątek jako Tess Coleman

2004: Blanchard Ryan – Ocean strachu jako Susan

nominacje:
- Nicole Kidman – Narodziny jako Anna
- Julianne Moore – Życie, którego nie było jako Telly Paretta
- Uma Thurman – Kill Bill Vol. 2 jako Beatrix Kiddo/Panna Młoda
- Kate Winslet – Zakochany bez pamięci jako Clementine Kruczynski
- Zhang Ziyi – Dom latających sztyletów jako Xiao Mei

2005: Naomi Watts – King Kong jako Ann Darrow

nominacje:
- Jodie Foster – Plan lotu jako Kyle Pratt
- Laura Linney – Egzorcyzmy Emily Rose jako Erin Bruner
- Rachel McAdams – Red Eye jako Lisa Reisert
- Natalie Portman – Gwiezdne wojny: część III – Zemsta Sithów jako Padmé Amidala
- Tilda Swinton – Opowieści z Narnii: Lew, czarownica i stara szafa jako Biała Czarownica

2006: Natalie Portman – V jak vendetta jako Evey Hammond

nominacje:
- Kate Bosworth – Superman: Powrót jako Lois Lane
- Judi Dench – Notatki o skandalu jako Barbara Covett
- Maggie Gyllenhaal – Przypadek Harolda Cricka jako Ana Pascal
- Shauna Macdonald – Zejście jako Sarah
- Renée Zellweger – Miss Potter jako Beatrix Potter

2007: Amy Adams – Zaczarowana jako Giselle

nominacje:
- Helena Bonham Carter – Sweeney Todd: Demoniczny golibroda z Fleet Street jako pani Lovett
- Carice van Houten – Czarna księga jako Rachel Stein/Ellis de Vries
- Ashley Judd – Robak jako Agnes White
- Belen Rueba – Sierociniec jako Laura
- Naomi Watts – Wschodnie obietnice jako Anna

2008: Angelina Jolie – Oszukana jako Christine Collins

nominacje:
- Cate Blanchett – Ciekawy przypadek Benjamina Buttona jako Daisy
- Maggie Gyllenhaal – Mroczny Rycerz jako Rachel Dawes
- Julianne Moore – Miasto ślepców jako żona lekarza
- Emily Mortimer – Transsiberian jako Jessie
- Gwyneth Paltrow – Iron Man jako Pepper Potts

2009: Zoe Saldaña – Avatar jako Neytiri

nominacje:
- Catherine Keener – Gdzie mieszkają dzikie stwory jako Connie
- Mélanie Laurent – Bękarty wojny jako Shosanna Dreyfus
- Alison Lohman – Wrota do piekieł jako Christine Brown
- Natalie Portman – Bracia jako Grace Cahill
- Charlize Theron – Granice miłości jako Sylvia

## 2010–2019
2010: Natalie Portman – Czarny łabędź jako Nina Sayers

nominacje:
- Cecile De France – Medium jako Marie Lelay
- Angelina Jolie – Salt jako Evelyn Salt
- Carey Mulligan – Nie opuszczaj mnie jako Kathy H.
- Ellen Page – Incepcja jako Ariadne
- Noomi Rapace – Millennium: Mężczyźni, którzy nienawidzą kobiet jako Lisbeth Salander

2011: Kirsten Dunst – Melancholia jako  Justine

nominacje:
- Jessica Chastain – Take Shelter jako Samantha LaForche
- Rooney Mara – Dziewczyna z tatuażem jako Lisbeth Salander
- Brit Marling – Druga Ziemia jako Rhoda Williams
- Keira Knightley – Niebezpieczna metoda jako Sabina Spielrein
- Elizabeth Olsen – Martha Marcy May Marlene jako Martha

2012: Jennifer Lawrence – Igrzyska śmierci jako  Katniss Everdeen

nominacje:
- Jessica Chastain – Wróg numer jeden jako Maya
- Ann Dowd – Siła perswazji jako Sandra
- Zoe Kazan – Ruby Sparks jako Ruby Sparks
- Helen Mirren – Hitchcock jako Alma Reville
- Naomi Watts – Niemożliwe jako Maria Bennett

2013: Sandra Bullock – Grawitacja jako  Ryan Stone

nominacje:
- Halle Berry – Połączenie jako Jordan Turner
- Martina Gedeck – Ściana jako kobieta
- Jennifer Lawrence – Igrzyska śmierci: W pierścieniu ognia jako Katniss Everdeen
- Emma Thompson – Ratując pana Banksa jako P.L. Travers
- Mia Wasikowska – Stoker jako India Stoker

2014: Rosamund Pike – Zaginiona dziewczyna jako  Amy Elliott-Dunne

nominacje:
- Emily Blunt – Na skraju jutra jako sierżant Rita Rose Vrataski
- Essie Davis – Babadook jako Amelia
- Anne Hathaway – Interstellar jako Amelia Brand
- Angelina Jolie – Czarownica jako Czarownica
- Jennifer Lawrence – Igrzyska śmierci: Kosogłos. Część 1 jako Katniss Everdeen

2015: Charlize Theron – Mad Max: Na drodze gniewu jako  Imperator Furiosa

nominacje:
- Emily Blunt  – Sicario jako Kate Macer
- Jessica Chastain – Marsjanin jako Melissa Lewis
- Blake Lively –Wiek Adeline jako Adeline
- Daisy Ridley – Gwiezdne wojny: Przebudzenie Mocy jako Rey
- Mia Wasikowska – Crimson Peak. Wzgórze krwi jako Edith Cushing